# Susan Collins
Susan Margaret Collins (Caribou, Maine, 7 december 1952) is een Amerikaans politica. Ze is lid van de Republikeinse Partij en sinds 1997 senator voor de staat Maine.

## Levensloop
Als een van zes kinderen, werd Collins in 1952 in Caribou (Maine) geboren. Haar ouders, Patricia M. Collins en Donald F. Collins, dienden beiden als burgemeester van Caribou. Haar vader was een onderscheiden veteraan die diende gedurende de Tweede Wereldoorlog. Hij diende tevens in de wetgevende macht van Maine.
Collins ging naar Caribou High School, waar ze de studentenraad voorzat. Na het behalen van haar diploma, ging ze naar de St. Lawrence University. Hier behaalde ze in 1975 cum laude een bachelor Government.
Na het afronden van haar studie werkte ze twaalf jaar voor senator William Cohen. Daarna werd ze voorzitter van de Rekenkamer van de staat Maine. In deze functie was ze tot 1992 werkzaam. Voor korte tijd diende ze toen als de directeur van het regionale bureau van het federale Small Business Administration in Boston (Massachusetts).

### Politieke carrière
In 1994 stond Collins kandidaat voor het gouverneurschap van de staat Maine, maar zowel zij als haar Democratische opponent werden verslagen door een onafhankelijke kandidaat.
Nadat senator William Cohen aangaf zich niet kandidaat te stellen voor een herverkiezing, stelde zij zich kandidaat voor zijn zetel en werd in 1996 voor het eerst gekozen, waarna ze in 2002, 2008 en 2014 werd herkozen. In de Senaat staat ze bekend als iemand die zich niet noodzakelijkerwijs laat weerhouden door partijgrenzen. Collins staat in de Senaat bekend als een gematigde Republikein. In veel zaken stemde zij mee met haar partij. Sommige conservatieve Republieken beschouwen haar als een Rino (‘Republican In Name Only’). In 2020 was ze, met haar 23 jaar als senator van Maine, de langstzittende vrouwelijke Republikein.
In het impeachment-proces tegen president Bill Clinton heeft Collins een belangrijke rol gespeeld. Samen met senator Olympia Snowe heeft ze voorgesteld om afzonderlijk te stemmen over de maatregelen tegen Clinton, en de manier waarop de schade weer kon worden hersteld. Deze motie haalde het niet en daarom stemden zowel Collins als Snowe tegen een motie voor het aftreden van Clinton.
Collins heeft in 2002 ingestemd voor de motie voor de oorlog tegen Irak. In januari 2007 sprak ze echter haar afkeur uit tegen het zenden van meer troepen naar Irak. In 2003 was zij een van de slechts drie Republikeinse senatoren die stemden tegen de Partial-Birth Abortion Act. Ze is voor hardere maatregelen tegen drugsgebruikers. Collins was er voor dat in de Grondwet zou worden opgenomen dat alleen mensen van een verschillende sekse met elkaar kunnen trouwen. In 2014 liet ze echter weten haar mening te hebben herzien op dit punt.
In december 2004 werd een wet aangenomen die op initiatief van haar en collega-senator Joe Lieberman tot stand was gekomen. Deze wet gaf de inlichtingendiensten meer vrijheid om mogelijke terroristen op te sporen. Twee jaar later kwam er op haar initiatief, en dat van senator Patty Murray, een wet tot stand, die ervoor zorgde dat er een strengere veiligheidsmaatregelen komen in havens.
In aanloop naar de presidentsverkiezingen van 2016 liet Collins weten niet op de Republikeinse kandidaat Donald Trump te zullen stemmen. Na zijn benoeming tot president sprak zij zich als een van de vijf Republikeinen in de Senaat uit tegen Trumps tijdelijk inreisverbod voor immigranten vanuit zeven islamitische landen. Collins steunde het ontslag door de president van FBI-directeur James Comey, maar steunde ook de aanstelling van Speciale Aanklager Robert Mueller voor het onderzoek naar Russische inmenging in de presidentsverkiezingen van 2016. Zij behoorde tot de kleine groep Republikeinse senatoren die weigerde mee te werken aan de initiatieven van president Trump in 2017 om Obamacare aan te passen en te vervangen. Tijdens de afzettingsprocedure tegen Donald Trump was zij met Lamar Alexander, Lisa Murkowski en Mitt Romney van plan getuigen te horen waarmee met hun steun het totaal aantal senatoren 51 van de 100 zou zijn om getuigen op te roepen, Alexander haakte af, waardoor er geen meerderheid voor was. Collins was in oktober 2020 de enige Republikeinse senator die tegen de benoeming stemde van Amy Coney Barrett tot opperrechter van het Hooggerechtshof. Desondanks was er voor de benoeming een meerderheid. Een maand later werd zij herkozen in de Senaat.

## Persoonlijk
Collins is getrouwd met Thomas Daffron, CEO van Jefferson Consulting Group.
Alabama: Tuberville (R) · Britt (R)
Alaska: Murkowski (R) · Sullivan (R)
Arizona: Kelly (D) · Gallego (D)
Arkansas: Boozman (R) · Cotton (R)
Californië: Padilla (D) · Schiff (D)
Colorado: Bennet (D) · Hickenlooper (D)
Connecticut: Blumenthal (D) · Murphy (D)
Delaware: Coons (D) · Blunt Rochester (D)
Florida: R. Scott (R) · Moody (R)
Georgia: Ossoff (D) · Warnock (D)
Hawaï: Schatz (D) · Hirono (D)
Idaho: Crapo (R) · Risch (R)
Illinois: Durbin (D) · Duckworth (D)
Indiana: Young (R) · Banks (R)
Iowa: Grassley (R) · Ernst (R)
Kansas: Moran (R) · Marshall (R)
Kentucky: McConnell (R) · Paul (R)
Louisiana: Cassidy (R) · Kennedy (R)
Maine: Collins (R) · King (O)
Maryland: Van Hollen (D) · Alsobrooks (D)
Massachusetts: Warren (D) · Markey (D)
Michigan: Peters (D) · Slotkin (D)
Minnesota: Klobuchar (D) · Smith (D)
Mississippi: Wicker (R) · Hyde-Smith (R)
Missouri: Hawley (R) · Schmitt (R)
Montana: Daines (R) · Sheehy (R)
Nebraska: Fischer (R) · Ricketts (R)
Nevada: Cortez Masto (D) · Rosen (D)
New Hampshire: Shaheen (D) · Hassan (D)
New Jersey: Booker (D) · Kim (D)
New Mexico: Heinrich (D) · Luján (D)
New York: Schumer (D) · Gillibrand (D)
North Carolina: Tillis (R) · Budd (R)
North Dakota: Hoeven (R) · Cramer (R)
Ohio: Moreno (R) · Husted (R)
Oklahoma: Lankford (R) · Mullin (R)
Oregon: Wyden (D) · Merkley (D)
Pennsylvania: Fetterman (D) · McCormick (R)
Rhode Island: Reed (D) · Whitehouse (D)
South Carolina: Graham (R) · T. Scott (R)
South Dakota: Thune (R) · Rounds (R)
Tennessee: Blackburn (R) · Hagerty (R)
Texas: Cornyn (R) · Cruz (R)
Utah: Lee (R) · Curtis (R)
Vermont: Sanders (O) · Welch (D)
Virginia: Warner (D) · Kaine (D)
Washington: Murray (D) · Cantwell (D)
West Virginia: Moore Capito (R) · Justice (R)
Wisconsin: Johnson (R) · Baldwin (D)
Wyoming: Barrasso (R) · Lummis (R)
(D): Democraat · (R): Republikein · (O): Onafhankelijk
- Gemeinsame Normdatei: 1204347867
- Library of Congress Control Number: no00078002
- Nationale Bibliotheek van Tsjechië: mzk2005279217
- SNAC: w6998zbt
- Biographical Directory of the United States Congress: C001035
- Virtual International Authority File: 263085171
- WorldCat: E39PBJvhvtG4HFdQWVvFWwQKBP